# وست (تگزاس)
وست، تگزاس(به انگلیسی: West, Texas) شهری در ایالت تگزاس از ایالات جنوبی ایالات متحده آمریکا است. در سرشماری سال ۲۰۰۰، جمعیت این شهر ۲۶۹۲ نفر اعلام شد.